# Kapuzinerkonvent Antigua

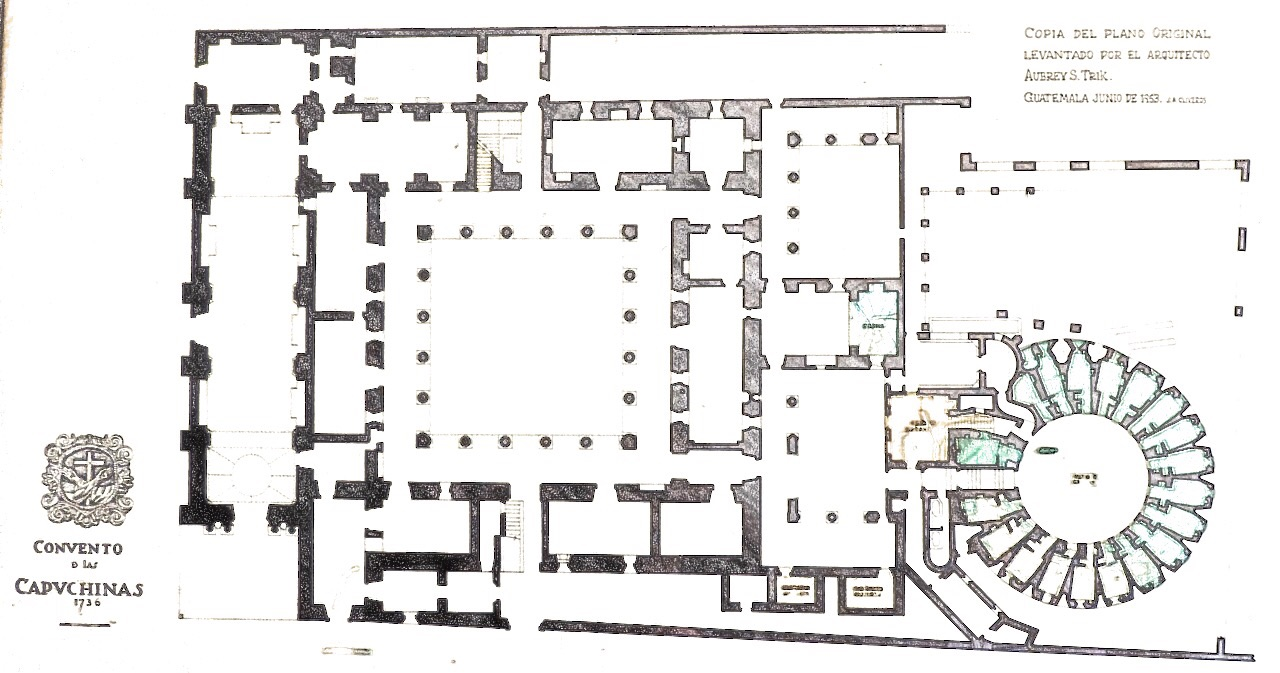
Grundriss Kapuzinerkonvent Antigua

Die Kirche und das Kloster der Kapuzinerinnen ist eine der interessantesten Sehenswürdigkeiten in Antigua Guatemala. Es ist eines der schönsten Beispiele eines Klosters aus dem 18. Jahrhundert in Guatemala.

## Geschichte
1725 war der Baubeginn des ursprünglich geplanten Convento e Iglesia de Nuestra Señora del Pilar de Zaragoza, nachdem die ersten Nonnen aus Spanien angekommen waren. Im Jahr 1731 wurde mit dem Bau des „Turms der Zurückgezogenheit“ (Torre de Retiro) begonnen, der 1736 fertiggestellt und unter Diego de Porres Aufsicht gesegnet wurde. Bei den beiden schweren Erdbeben von 1751 und 1773  entstanden, wie auch in der restlichen Stadt,  schwere Gebäudeschäden und der Konvent wurde im Auftrag des Generalhauptmanns aufgegeben.

## Konvent
Die Kapuzinerinnen (Las Capuchinas), einem Zweig des Franziskanerordens kamen erst ab 1725 aus Spanien an und waren strengsten Klosterregeln unterworfen, die selbst den Kontakt mit Verwandten auf ein absolutes Mindestmaß beschränkten. Für die Aufnahme in das Kloster verlangte man keine so große Mitgift, wie sonst üblich, was dazu führte, dass auch minderbemittelte Frauen eintreten konnten.

## Besonderheit
Einzigartig war in Antigua der 1736 fertiggestellte „Turms der Zurückgezogenheit“ (Torre de Retiro) von Diego Porres.  Um einen kreisrunden Patio sind 18 kleine Zellen angeordnet, die alle über eine eigene Toilette mit darunter liegenden Wasserkanal verfügten. Eine schmale Treppe führt in das ebenfalls kreisrunde Kellergewölbe, den die Nonnen wegen seiner Kühle als Vorratskammer nutzen.

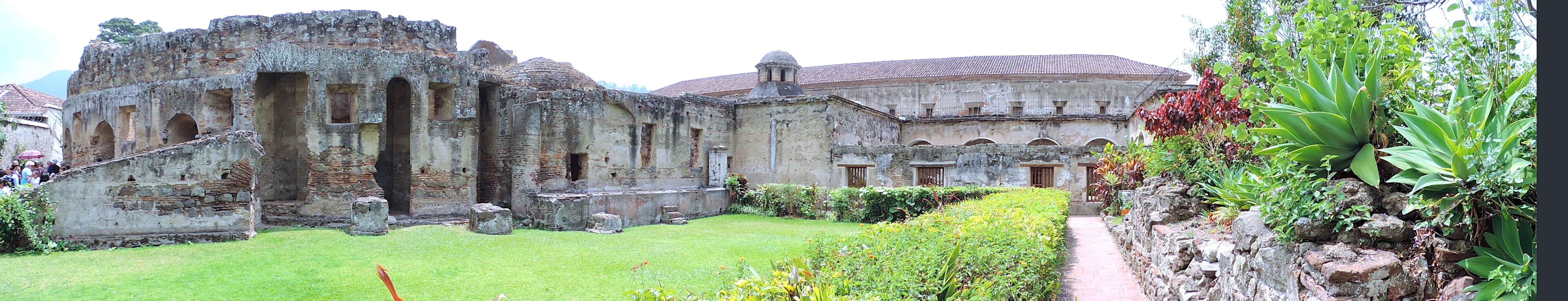
Panorama auf die Außenansicht der angeordneten Zellen